# Yoshikuni Awano
Yoshikuni Awano (粟野吉州?, Awano Yoshikuni; Shizuoka, 10 novembre 1942) è un ex cestista giapponese.

## Carriera
Con il Giappone ha partecipato ai Campionati del mondo del 1963, segnando 15 punti in 5 partite.